# Dee Snider
Dee Snider, właśc. David Daniel Snider (ur. 15 marca 1955) – amerykański wokalista, znany przede wszystkim z występów w zespole Twisted Sister. Jest twórcą największych przebojów grupy, takich jak "We're Not Gonna Take It" czy "I Wanna Rock".
W 2006 roku piosenkarz został sklasyfikowany na 83. miejscu listy 100 najlepszych wokalistów wszech czasów według Hit Parader. Z kolei w 2009 roku został sklasyfikowany na 13. miejscu listy 50 najlepszych heavymetalowych frontmanów wszech czasów według Roadrunner Records.

## Wybrana dyskografia
- Dee Snider – Never Let the Bastards Wear You Down (2000, Spitfire Records)
- Dee Snider – Dee Does Broadway (2012, Razor & Tie)
- Numbers from the Beast: An All Star Salute to Iron Maiden (2005, Rykodisc)[4]
- Dee Snider – We Are the Ones (2016, Ear Music)
- Dee Snider – For the Love of Metal (2018, Napalm Records)

## Publikacje
- Dee Snider's Teenage Survival Guide, 1987, Doubleday, ISBN 978-0-385-23900-4
- Shut Up and Give Me the Mic, 2012, Gallery Books, ISBN 978-1-4516-3739-7

## Filmografia
- Kiss Loves You (jako on sam, 2004, film dokumentalny, reżyseria: Jim Heneghan)
- Metal: A Headbanger’s Journey (jako on sam, 2005, film dokumentalny, reżyseria: Sam Dunn, Scot McFayden)[5]
- Heavy Metal: Louder Than Life (jako on sam, 2006, film dokumentalny, reżyseria: Dick Carruthers)[6]
- Lemmy (jako on sam, 2010, film dokumentalny, reżyseria: Greg Olliver, Wes Orshoski)[7]
- Rock and Roll Roast of Dee Snider (jako on sam, 2013, roast, reżyseria: Luke Harrison, Bryan Beasley)
- We Are Twisted Fucking Sister! (jako on sam, 2014, film dokumentalny, reżyseria: Andrew Horn)[8]
- Quiet Riot: Well Now You're Here, There's No Way Back (jako on sam, 2014, film dokumentalny, reżyseria: Regina Russell Banali)[9]